# Sławomir Kryński
Sławomir Kryński (ur. 23 marca 1952 w Łodzi, zm. 25 kwietnia 2025 tamże) – polski reżyser i scenarzysta.

## Wybrana filmografia

### Jako reżyser
- Żaglowiec (1985)
- Dziecko szczęścia (1991)
- Księga wielkich życzeń (1997)
- Listy miłosne (2001)
- To nie tak, jak myślisz, kotku (2008)
- Pokaż, kotku, co masz w środku (2011)
- Podejrzani zakochani (2013)